# Élections sénatoriales de 1995 en Seine-et-Marne
Les élections sénatoriales en Seine-et-Marne ont eu lieu le dimanche 24 septembre 1995. Elles ont eu pour but d'élire les quatre sénateurs représentant le département au Sénat pour un mandat de neuf années.

## Contexte départemental
Lors des élections sénatoriales du 28 septembre 1986 en Seine-et-Marne, quatre sénateurs ont été élus, trois UDF et un RPR
Depuis, tous les effectifs du collège électoral des grands électeurs ont été renouvelés, avec les élections législatives de 1993, les élections régionales de 1992, les élections cantonales de 1992 et 1994 et les élections municipales de 1995.

## Rappel des résultats de 1986
|                | Jacques Larché        | UDF (PR)       | 1 580 | 67,58  |  |  |
|                | Paul Séramy           | UDF (CDS)      | 1 572 | 67,24  |  |  |
|                | Philippe François     | RPR            | 1 559 | 66,68  |  |  |
|                | Étienne Dailly        | UDF (Rad.)     | 1 550 | 66,30  |  |  |
|                | Jean Lion             | PS             | 515   | 22,03  |  |  |
|                | Jean-Jacques Fournier | PS             | 513   | 21,94  |  |  |
|                | Jean-Louis Mouton     | PS             | 506   | 21,64  |  |  |
|                | Françoise Monin       | PS             | 503   | 21,51  |  |  |
|                | Lionel Hurtebize      | PCF            | 198   | 8,47   |  |  |
|                | Claude Pasquier       | PCF            | 195   | 8,34   |  |  |
|                | Edmond Déchery        | PCF            | 194   | 8,30   |  |  |
|                | Noël Fraboulet        | PCF            | 194   | 8,30   |  |  |
|                | Michel Gérès          | DVD            | 93    | 3,98   |  |  |
|                | Jean-Pierre Moreau    | DVG            | 11    | 0,47   |  |  |
|                |                       |                |       |        |  |  |
| Inscrits       | Inscrits              | Inscrits       | 2 362 | 100,00 |  |  |
| Abstentions    | Abstentions           | Abstentions    | 16    | 0,68   |  |  |
| Votants        | Votants               | Votants        | 2 346 | 99,32  |  |  |
| Blancs et nuls | Blancs et nuls        | Blancs et nuls | 8     | 0,34   |  |  |
| Exprimés       | Exprimés              | Exprimés       | 2 338 | 99,66  |  |  |

## Sénateurs sortants
|  | Identité          | Étiquette | Groupe | Fonctions lors de l'élection en 1986                                       |
|  | ----------------- | --------- | ------ | -------------------------------------------------------------------------- |
|  | Étienne Dailly    | UDF-Rad.  | GD     | —                                                                          |
|  | Charles Pelletier | DVD       | RDE    | Maire de Vinantes                                                          |
|  | Philippe François | RPR       | RPR    | Maire de Coulombs-en-Valois                                                |
|  | Jacques Larché    | UDF-PR    | UREI   | Conseiller général de Rebais                                               |
|  | Paul Séramy (†)   | UDF-CDS   | UC     | Conseiller général et maire de Fontainebleau, président du conseil général |
|  | Robert Piat       | UDF-CDS   | UC     | Maire de Saint-Rémy-la-Vanne                                               |

- Robert Piat remplace Paul Séramy, décédé en fonction, à partir du 24 février 1992.
- Charles Pelletier remplace Étienne Dailly, nommé au Conseil constitutionnel, à partir du 4 mars 1995.

## Présentation des candidats et des suppléants
Les nouveaux représentants sont élus pour une législature de 9 ans au suffrage universel indirect par les 2 719 grands électeurs du département. En Seine-et-Marne, les sénateurs sont élus au scrutin majoritaire à deux tours. Leur nombre reste inchangé, 4 sénateurs sont à élire. On compte 26 candidats dans le département, chacun avec un suppléant, dont trois candidatures individuelles.
| T/S                        | Candidats | Candidats                      | Parti     | Principale fonction                                                                        |
| -------------------------- | --------- | ------------------------------ | --------- | ------------------------------------------------------------------------------------------ |
| Liste communiste           |           |                                |           |                                                                                            |
| T                          |           | Maud Tallet                    | PCF       | Conseillère générale et maire de Champs-sur-Marne                                          |
| S                          |           |                                | PCF       |                                                                                            |
| T                          |           | Claude Pasquier                | PCF       | Maire de Nangis                                                                            |
| S                          |           |                                | PCF       |                                                                                            |
| T                          |           | Jean-Pierre Bontoux            | PCF       | Conseiller général et maire de Mitry-Mory                                                  |
| S                          |           |                                | PCF       |                                                                                            |
| T                          |           | Jean-Jacques Jégo              | PCF       | Maire de Quincy-Voisins                                                                    |
| S                          |           |                                | PCF       |                                                                                            |
| Liste socialiste           |           |                                |           |                                                                                            |
| T                          |           | Yannick Bodin                  | PS        | Conseiller régional d'Île-de-France et conseiller municipal de Dammarie-lès-Lys            |
| S                          |           |                                | PS        |                                                                                            |
| T                          |           | Monique Delessard              | PS        | Adjointe au maire de Pontault-Combault                                                     |
| S                          |           |                                | PS        |                                                                                            |
| T                          |           | Jean-Louis Mouton              | PS        | Conseiller général et maire de Savigny-le-Temple                                           |
| S                          |           |                                | PS        |                                                                                            |
| T                          |           | Daniel Vachez                  | PS        | Conseiller général et maire de Noisiel                                                     |
| S                          |           |                                | PS        |                                                                                            |
| Liste radicale             |           |                                |           |                                                                                            |
| T                          |           | Jean-Luc Bonnet                | Radical   |                                                                                            |
| S                          |           |                                | Radical   |                                                                                            |
| T                          |           | Jean-Jacques Tarrasse          | Radical   | Adjoint au maire de Savigny-le-Temple                                                      |
| S                          |           |                                | Radical   |                                                                                            |
| T                          |           | Yvon Vogel                     | Radical   |                                                                                            |
| S                          |           |                                | Radical   |                                                                                            |
| T                          |           | Alain Houlou                   | Radical   |                                                                                            |
| S                          |           |                                | Radical   |                                                                                            |
| Liste d'union de la droite |           |                                |           |                                                                                            |
| T                          |           | Philippe François              | RPR       | Sénateur sortant, maire de Coulombs-en-Valois                                              |
| S                          |           |                                | RPR       |                                                                                            |
| T                          |           | Alain Peyrefitte               | RPR       | Maire de Provins, député (4e circ.)                                                        |
| S                          |           |                                | RPR       |                                                                                            |
| T                          |           | Jean-Jacques Hyest             | UDF (CDS) | Conseiller général de Château-Landon et maire de La Madeleine-sur-Loing, député (3e circ.) |
| S                          |           |                                | UDF (CDS) |                                                                                            |
| T                          |           | Jacques Larché                 | UDF (PR)  | Sénateur sortant, conseiller général de Rebais et président du conseil général             |
| S                          |           |                                | UDF (PR)  |                                                                                            |
| Liste divers droite        |           |                                |           |                                                                                            |
| T                          |           | Michel Gérès                   | RPR       | Maire de Croissy-Beaubourg                                                                 |
| S                          |           |                                | RPR       |                                                                                            |
| T                          |           | Yves Rallière                  | DVD       | Maire de Servon                                                                            |
| S                          |           |                                | DVD       |                                                                                            |
| T                          |           | Patrice Conti                  | DVD       | Maire de Chevry-Cossigny                                                                   |
| S                          |           |                                | DVD       |                                                                                            |
| T                          |           | Christian Bompart              | DVD       | Adjoint au maire de Bussy-Saint-Georges                                                    |
| S                          |           |                                | DVD       |                                                                                            |
| Liste Front national       |           |                                |           |                                                                                            |
| T                          |           | Jacques Jaggi                  | FN        |                                                                                            |
| S                          |           |                                | FN        |                                                                                            |
| T                          |           | Pierre-Jean Prillard           | FN        |                                                                                            |
| S                          |           |                                | FN        |                                                                                            |
| T                          |           | Jacques Gérard                 | FN        |                                                                                            |
| S                          |           |                                | FN        |                                                                                            |
| Candidatures isolées       |           |                                |           |                                                                                            |
| T                          |           | Charles Pelletier              | DVD       | Sénateur sortant, maire de Vinantes                                                        |
| S                          |           |                                | DVD       |                                                                                            |
| T                          |           | Jean Hersart de la Villemarqué | DIV       |                                                                                            |
| S                          |           |                                | DIV       |                                                                                            |
| T                          |           | Guy Marchand                   | DVD       |                                                                                            |
| S                          |           |                                | DVD       |                                                                                            |

## Résultats
| Candidat et parti politique | Candidat et parti politique    | Candidat et parti politique | Premier tour | Premier tour | Second tour | Second tour |
| Candidat et parti politique | Candidat et parti politique    | Candidat et parti politique | Voix         | %            | Voix        | %           |
| --------------------------- | ------------------------------ | --------------------------- | ------------ | ------------ | ----------- | ----------- |
|                             | Philippe François              | RPR                         | 1 530        | 57,56        |             |             |
|                             | Jacques Larché                 | UDF (PR)                    | 1 443        | 54,29        |             |             |
|                             | Jean-Jacques Hyest             | UDF (CDS)                   | 1 293        | 48,65        | 1 238       | 50,04       |
|                             | Alain Peyrefitte               | RPR                         | 1 124        | 42,29        | 1 033       | 41,75       |
|                             | Charles Pelletier              | DVD                         | 599          | 22,54        | 624         | 25,22       |
|                             | Yannick Bodin                  | PS                          | 592          | 22,27        | 721         | 29,14       |
|                             | Monique Delessard              | PS                          | 591          | 22,23        |             |             |
|                             | Jean-Louis Mouton              | PS                          | 589          | 22,16        |             |             |
|                             | Daniel Vachez                  | PS                          | 581          | 21,86        |             |             |
|                             | Maud Tallet                    | PCF                         | 262          | 9,86         |             |             |
|                             | Claude Pasquier                | PCF                         | 253          | 9,52         |             |             |
|                             | Jean-Pierre Bontoux            | PCF                         | 250          | 9,41         | 720         | 29,10       |
|                             | Jean-Jacques Jégo              | PCF                         | 248          | 9,33         |             |             |
|                             | Michel Gérès                   | RPR                         | 261          | 9,82         | 258         | 10,43       |
|                             | Yves Rallière                  | DVD                         | 112          | 4,21         |             |             |
|                             | Patrice Conti                  | DVD                         | 86           | 3,24         |             |             |
|                             | Christian Bompart              | DVD                         | 85           | 3,20         |             |             |
|                             | Jacques Jaggi                  | FN                          | 89           | 3,35         |             |             |
|                             | Pierre-Jean Prillard           | FN                          | 75           | 2,82         |             |             |
|                             | Jacques Gérard                 | FN                          | 70           | 2,63         |             |             |
|                             | Jean-Luc Bonnet                | Radical                     | 28           | 1,05         |             |             |
|                             | Jean-Jacques Tarrasse          | Radical                     | 18           | 0,68         |             |             |
|                             | Yvon Vogel                     | Radical                     | 17           | 0,64         |             |             |
|                             | Alain Houlou                   | Radical                     | 17           | 0,64         |             |             |
|                             | Jean Hersart de la Villemarqué | DIV                         | 6            | 0,23         |             |             |
|                             | Guy Marchand                   | DVD                         | 4            | 0,15         |             |             |
|                             |                                |                             |              |              |             |             |
| Inscrits                    | Inscrits                       | Inscrits                    | 2 719        | 100,00       | 2 719       | 100,00      |
| Abstentions                 | Abstentions                    | Abstentions                 | 45           | 1,66         | 167         | 6,14        |
| Votants                     | Votants                        | Votants                     | 2 674        | 98,34        | 2 552       | 93,86       |
| Blancs et nuls              | Blancs et nuls                 | Blancs et nuls              | 16           | 0,60         | 78          | 3,06        |
| Exprimés                    | Exprimés                       | Exprimés                    | 2 658        | 99,40        | 2 474       | 96,94       |

## Sénateurs élus
|  | Identité           | Étiquette | Groupe | Autres mandats                                                          |
|  | ------------------ | --------- | ------ | ----------------------------------------------------------------------- |
|  | Philippe François  | RPR       | RPR    | Maire de Coulombs-en-Valois                                             |
|  | Jean-Jacques Hyest | UDF-CDS   | UC     | Conseiller général de Château-Landon et maire de La Madeleine-sur-Loing |
|  | Jacques Larché     | UDF-PR    | RI     | Conseiller général de Rebais et président du conseil général            |
|  | Alain Peyrefitte   | RPR       | RPR    | Maire de Provins                                                        |